# Lagmansro källmyr
Lagmansro källmyr este o arie protejată (arie specială de conservare — SAC, sit de importanță comunitară — SCI) din Suedia întinsă pe o suprafață de 0,47 ha, integral pe uscat.

## Localizare
Centrul sitului Lagmansro källmyr este situat la coordonatele 58°25′04″N 15°03′05″E / 58.4179°N 15.0515°E.

## Înființare
Situl Lagmansro källmyr a fost declarat sit de importanță comunitară în iulie 2000 pentru a proteja 3 specii de animale. Situl a fost protejat și ca arie specială de conservare în martie 2011.

## Biodiversitate
Situată în ecoregiunea boreală, aria protejată conține 1 habitat natural: Mlaștini alcaline.
La baza desemnării sitului se află mai multe specii protejate de  nevertebrate (3): Vertigo angustior, Vertigo genesii, Vertigo geyeri.